# Серебряков, Иван Давыдович
Ива́н Давы́дович Серебряко́в (1881 — 1914) — рабочий, депутат Государственной думы II созыва от Уфимской губернии.

## Биография
Из крестьян села Юрюзань Златоустовского уезда Уфимской губернии. Выпускник 2-классной заводской школы. Был рабочим в механическом отделении Юрюзанского завода. Воинскую службу прошёл в лейб-гвардии Литовском полку в Варшаве. После демобилизации, вернувшись в Уфимскую губернию, служил конторщиком на том же Юрюзанском заводе. Организатор рабочего кружка «любителей драматического искусства». Состоял в РСДРП, большевик.
6 февраля 1907 избран в Государственную думу II созыва от общего состава выборщиков Уфимского губернского избирательного собрания. Вошёл в состав Социал-демократической фракции. Состоял в думской комиссии об отмене военно-полевых судов и аграрной комиссии. Участвовал в прениях по вопросу о помощи безработным.
После разгонa думы в июне 1907 в результате судебных преследований депутатов — социал-демократов Серебряков тайно эмигрировал в Бельгию. В Льеже посещал университет, так как благодаря хлопотам С. В. Аникина получил от богатого русского издателя стипендию.
Участник Первой мировой войны, скончался в 1914 году.

### Рекомендуемые источники
- Деревянин В. И. Пламенные сердца: биографические очерки. - Челябинск : Южно-Уральское книжное издательство, Вып. 1. - 1972. - 303 c.

### Архивы
- Российский государственный исторический архив. Фонд 1278. Опись 1 (2-й созыв). Дело 388; Дело 555. Лист 5.